# Noveller
Noveller (pseudoniem van Sarah Lipstate, Birmingham, 1989) is een Amerikaans gitariste en componiste. Ze staat bekend om het creëren van soundscapes, werken zonder muzikale structuur. Naast actief te zijn als soloartieste maakte ze deel uit van Glenn Branca's Guitar Army, werkte ze samen met Lee Ranaldo (Sonic Youth), speelde ze in de bands Cold Cave en Parts & Labor en heeft ze getourd met St. Vincent en Iggy Pop. Noveller belandde op diverse lijsten van beste (vrouwelijke) gitaristen.

## Biografie
Lipstate werd in 1989 geboren in Birmingham, de grootste stad van de Amerikaanse staat Alabama. Op 2-jarige leeftijd verhuisde ze met haar familie naar Lafayette in Louisiana. Ze begon met het bespelen van piano toen ze 7 à 8 jaar oud was. Gedurende haar middle school en high school speelde Lipstate trombone. Op 17-jarige leeftijd en geïnspireerd door no wave stapte ze over op gitaar. Haar eerste gitaar was van het merk Danelectro. Terwijl ze nog Radio-Television-Film studeerde aan de Universiteit van Texas in Austin, trad ze op met Glenn Branca's Guitar Army. Ze behaalde haar Bachelordiploma in 2006.
In 2007 verhuisde Lipstate naar Brooklyn. Een paar maanden later kwam ze via Jesse Hodges (Pterodactyl, When Dinosaurs Ruled the Earth), een gemeenschappelijke vriend, in contact met de leden van Parts & Labor die op zoek waren naar een gitarist. Na een succesvolle auditie ging Lipstate op tournee met de band en werd onder andere SXSW aangedaan. In juli 2009 verliet ze de band en trok ze naar New York waar ze haar soloproject startte. Nog dat jaar bracht ze twee soloalbums uit op het label No Fun Productions.
In 2016 speelde Lipstate in het voorprogramma van Iggy Pop tijdens diens Post Pop Depression-tournee. Drie jaar later was ze een van de belangrijkste artiesten die een bijdrage leverden aan Pop's album Free.

## Stijl
Lipstate staat bekend om het creëren van soundscapes. Dit zijn werken zonder muzikale structuur. Ze werkt veelvuldig met pedalen en accessoires waaronder de e-bow en strijkstokken maar ook huishoudelijke voorwerpen. Bij het schrijven van muziek start ze met een globaal idee van waaruit ze improviseert. Daarop volgt de beslissing met welke instrumenten het werk gespeeld gaat worden.

## Discografie

### Studioalbums
- Paint on the shadows, 2009
- Red rainbows, 2009
- Desert fires, 2010
- Glacial glow, 2011
- Artifact, 2012
- No dreams, 2013
- Fantastic planet, 2015
- A pink sunset for no one, 2017
- Arrow, 2020